# 凤鸣镇 (合江县)
凤鸣镇，是中华人民共和国四川省泸州市合江县下辖的一个乡镇级行政单位。

## 行政区划
凤鸣镇下辖以下地区：
凤鸣社区、文理村、梁都坝村、新洋村、牌坊村、新胜村、农化村、双凤村、海棠村、朝阳村、九层村、茅山村、黄金湾村、瓦窑村、凤凰村和金龙湖村。